# 暴风雨 (1928年电影)
《暴风雨》（英語：Tempest）是依据威廉·莎士比亚的同名戏剧改编而成的一部美国电影。该片导演萨姆·泰勒，约翰·巴里摩尔和卡米拉·霍恩担任主演，于1928年上映。

## 演员
- 约翰·巴里摩尔 - 马尔可夫
- 卡米拉·霍恩 - 塔玛拉
- 鲍里斯·德·法 - 佩德勒
- 乔治·福西特 - General